# James Pinto Bull
James Pinto Bull ComIH (Bolama, 15 de Julho de 1913 – Bissau, 25/26 de Julho de 1970) foi um político português.

## Família
Nasceu na então Guiné Portuguesa, no seio duma das mais ilustres famílias, filho de Burmester Wilhelm Ellis Bull, da Serra Leoa, de origem Inglesa e Serra-Leonense, e de sua mulher Natália Correia Pinto, da Guiné Portuguesa, de origem Portuguesa e Guineense, e irmão de Benjamim Pinto Bull e de … Pinto Bull, casado com … Barbosa, com geração.

## Biografia
Formado e Licenciado Ciências Sociais e Política Ultramarina pelo Instituto Superior de Ciências Sociais e Política Ultramarina da Universidade Técnica de Lisboa, foi Administrador de Empresas.
Desempenhou os cargos de Intendente de Distrito e de Encarregado do Governo do Distrito do Bié. Foi Administrador da Imprensa Nacional da Guiné, Chefe Interino da Administração Civil e Secretário-Geral e Encarregado do Governo, Vogal do Conselho Legislativo e Membro do Centro de Estudos da Província Ultramarina da Guiné. Ocupou, igualmente, o lugar de Inspector do Gabinete de Negócios Políticos do Ministério do Ultramar, Inspector-Chefe, etc.
Desempenhou as funções de Deputado na VIII Legislatura, entre 1961 e 1965, na IX Legislatura, entre 1965 e 1969, e na X Legislatura, entre 1969 e 1973, tendo sido eleito pelo Círculo Eleitoral N.° 26, da Guiné.
Ocupou os lugares de Vogal da Comissão do Ultramar, de 1961 a 1970, e de Membro da Comissão Eventual para estudo da Proposta de Lei de Alterações à Lei Orgânica do Ultramar Português, nomeada na Sessão Legislativa de 1962-1963.
As suas intervenções no Parlamento concentraram-se na defesa dos interesses da Guiné, participando assiduamente nos debates das Contas Gerais do Estado, nos quais apresentou relatos circunstanciados da situação económica daquela Província. Chamou, amiúde, a atenção dos seus pares para as carências do Círculo Eleitoral que representava, apelando, sobretudo nos debates do Plano Intercalar e do III Plano de Fomento, à realização de mais avultados investimentos na região.
Foi agraciado com Louvores dos Governos do Distrito do Bié e da Província da Guiné, com o grau de Comendador da Ordem de São Silvestre Papa do Vaticano ou da Santa Sé e de Comendador da Ordem do Infante D. Henrique a 18 de Março de 1968.
Foi eleito deputado à Assembleia Nacional em 1969, tendo sido membro da chamada Ala Liberal, que defendeu reformas democratizadoras do regime. Faleceu na Guiné a 25 ou 26 de Julho de 1970, num acidente de helicóptero, quando viajava de Teixeira Pinto para Bissau com outros três deputados, um dos quais era o líder da Ala Liberal, José Pedro Pinto Leite.

## Casamento e descendência
Casou com Maria Domingas Borralho Reis, da qual teve um filho:
- Rui Alberto Reis Pinto Bull (Bissau, Nossa Senhora da Candelária, 22 de Março de 1950), casado em Lisboa, São Mamede, a 12 de Março de 1973 com Luísa Maria Neto Geraldes Barba (Cascais, São Domingos de Rana, 10 de Setembro de 1950), de quem tem três filhas:
  - Patrícia Geraldes Barba Pinto Bull (Lisboa, 26 de Junho de 1978), modelo e atriz
  - Sofia Geraldes Barba Pinto Bull (28 de Abril de 1980), gémea com a posterior, tem um filho natural:
    - Diogo Pinto Bull Rosa de Oliveira

  - Mafalda Geraldes Barba Pinto Bull (28 de Abril de 1980), gémea com a anterior